# Grammomys cometes
Grammomys cometes — африканський вид гризунів родини мишевих (Muridae). Зустрічається в Мозамбіку, ПАР і Зімбабве. Його природне місце проживання — субтропічні або тропічні сухі ліси.

## Опис
Довжина голови й тулуба досягає приблизно 12 см, а хвіст — близько 18 см. Це один із найбільших видів роду. Верхня сторона тіла зазвичай сірувато-рудувато-коричнева, хоча в межах виду існують варіації кольору хутра. Також можна зустріти тварин жовтуватого або зовсім сірого забарвлення. Нижня сторона, лапи та частини передньої частини обличчя білі.

## Спосіб життя
Вид є нічною травоїдною твариною, яка будує свої гнізда з рослинного матеріалу в дуплах дерев або розвилках на гілках, а в містах також у будівлях. Шлюбний період відбувається в літні місяці. Самиці можуть народжувати від 2 до 5 дитинчат до трьох разів на рік.